# Max Gerlach (Chemiker)
Max Gerlach (* 28. Mai 1861 in Prenzlau; † 30. März 1940 in Berlin) war ein deutscher Agrikulturchemiker. 

## Leben und Wirken
Max Gerlach, Sohn des Direktors der Gasanstalt in Prenzlau, studierte Chemie und Landwirtschaft an der Universität Halle (Saale) und wurde dort 1888 mit einer Arbeit aus dem Gebiet der organischen Chemie promoviert.  Anschließend arbeitete er mehrere Jahre als wissenschaftlicher Assistent bei dem Agrikulturchemiker Max Maercker an der Landwirtschaftlichen Versuchsstation Halle. 1893 übernahm er die Leitung der Landwirtschaftlichen Versuchsstation in Posen. Durch rege Versuchstätigkeit förderte er nachhaltig die Landwirtschaft in dieser Region. 1900 richtete er das Versuchsgut Pentkowo und 1905 das Versuchsgut Mocheln ein. 1904 wurde er zum Professor ernannt.
1906 folgte Gerlach einem Ruf als Direktor an das neu gegründete Kaiser-Wilhelm-Institut für Landwirtschaft in Bromberg. Dessen Einrichtungen hat er 1908 in einem reich bebilderten Bericht in der Zeitschrift „Landwirtschaftliche Jahrbücher“ beschrieben. Nach dem Ersten Weltkriege ging die Forschungsstätte 1919 in polnischen Besitz über. Gerlach siedelte nach Berlin über und leitete dort von 1923 bis 1930 eine Versuchsanstalt für Pflanzen- und Futterveredelung. 
An allen seinen Wirkungsstätten widmete sich Gerlach besonders den Fragen der Düngung. 1932 verlieh ihm die Landwirtschaftliche Hochschule Berlin die Würde eines Ehrendoktors.

## Veröffentlichungen (Auswahl)
- Das Kaiser Wilhelms Institut für Landwirtschaft in Bromberg. In: Landwirtschaftliche Jahrbücher Bd. 37, 1908, S. 181–200 u. 10 Tafeln.
- Bericht des Deutschen Landwirtschaftsrats betr. Feldversuche über die Wirkung verschiedener stickstoffhaltiger Düngemittel. Zusammengestellt und herausgegeben von M. Gerlach. Verlag Paul Parey Berlin 1914 = Berichte über Landwirtschaft (Sonderheft), H. 34.
- Langjährige Feldversuche über die Wirkung der Kalisalze auf Sandböden. Verlagsgesellschaft für Ackerbau Berlin 1930 = Landwirtschaftliche Lehrhefte Nr. 5.